# Suella Braverman
Sue-Ellen Cassiana Braverman, nacida Fernandes (Harrow, Londres, 3 de abril de 1980), conocida como Suella Braverman, es una política, que se desempeñó como ministra del Interior del Reino Unido desde septiembre de 2022 hasta octubre del mismo año y posteriormente desde octubre de 2022 hasta noviembre de 2023. Es miembro del Partido Conservador y del Parlamento (MP) por el distrito de Fareham desde 2015.

## Biografía
Hija de Christie y Uma Fernandes, que habían emigrado a Gran Bretaña en la década de 1960 desde Kenia y Mauricio, Suella nació en Harrow, y creció en Wembley. Cursó la primaria en Uxendon, condado de Brent, y después marchó a Heathfield, gracias a una beca.
Estudió Derecho en el Queens' College, en Cambridge, estudios que completó con un máster en derecho europeo y francés por la Universidad de París I Panthéon-Sorbonne. Durante sus estudios, fue presidenta de la asociación Tory de la Universidad de Cambridge. Entre 2005 y 2015, ha trabajado como barrister (abogada).
Fue miembro de Middle Temple, donde logró la beca Astbury en 2005. Completó su formación en Gray's Inn y en 2008, se especializó en  planificación, control jurisdiccional y derecho de la inmigración. En 2010 obtuvo el grado de abogado de Hacienda.

## Carrera política
En las Elecciones generales de 2005, se presentó como candidata por Leicester-East, quedando en segundo lugar, detrás del laborista Keith Vaz. Repitió como candidata del Partido Conservador por el condado de Bexhill and Battle, pero fracasó igualmente. Por último, fue elegida por el condado de Fareham en 2015. También se presentó como regidora para la Asamblea de Londres en 2012, pero no resultó elegida. Se presentó candidata a nueva líder del Partido Conservador en 2022, no resultando elegida.

## Carrera parlamentaria
Fue elegida diputada de la Cámara de los Comunes por Fareham en 2015 con el 56,1% de apoyos y una mayoría de 22.262 votos.
En la Cámara de los Comunes ha participado en diversas comisiones y ha presidido el grupo parlamentario sobre la Educación Financiera de las Jóvenes (de septiembre de 2016 a mayo de 2017).
Hizo campaña por la Salida del Reino Unido de la Unión Europea en 2016. La mayoría (55%) de los votos en su circunscripción apoyaron el Brexit. Ha sido presidenta del European Research Group, un grupo de diputados conservadores pro-Brexit.
Después de las Elecciones generales de 2017, fue nombrada Secretaria Parlamentaria de los ministros del Departamento de Hacienda.
El 8 de enero de 2018, fue nombrada Subsecretaria de Estado Parlamentaria del Ministerio para la Salida de la Unión Europea. Tras la salida de Reino Unido de la Unión Europea, cesó en su puesto, junto a Dominic Raab, el 15 de noviembre de 2018, al día siguiente de la publicación del proyecto de acuerdo de retirada de la UE.

## Despido
Braverman fue cesada de su función como ministra del Interior por el premier británico Rishi Sunak el 13 de noviembre de 2023, después de la presión ejercida sobre este para que la sustituyera por haber definido las protestas propalestinas debidas a la guerra Israel-Gaza de este año como «protestas de odio».